# 前橋市立朝倉小学校
前橋市立朝倉小学校（まえばししりつ あさくらしょうがっこう）は、群馬県前橋市にあった公立小学校。
児童数の減少に伴い近接する前橋市立天神小学校と共に2017年3月31日をもって閉校した。統合後は前橋市立わかば小学校となった。

## 所在地
群馬県前橋市朝倉町165番地1 

## 学区
- 天川町の一部
- 朝倉町一丁目、二丁目、三丁目、四丁目

## 学校周辺
- 八幡山古墳
- 八幡山公園

## 事故
- 1990年11月20日 - 視聴覚室で級友と遊んでいた男子児童の頭上に37型テレビ(重量94㎏)が落下、脳挫傷で間もなく死亡した。